# Station Hussigny-Godbrange
Station Hussigny-Godbrange (Frans: Gare d'Hussigny-Godbrange) was een spoorwegstation in de plaats en gemeente Hussigny-Godbrange in Frankrijk.
Het station lag aan de lijn Longwy - Villerupt-Micheville en aan de lijn Audun-le-Tiche - Hussigny-Godbrange.